# Castelner
 Castelner  (en occitano Castèth Ner) es una población y comuna francesa, situada en la región de Aquitania, departamento de Landas, en el distrito de Mont-de-Marsan y cantón de Hagetmau.

## Demografía
| 108 | 95 | 81 | 85 | 88 | 103 |
| Para los censos de 1962 a 1999 la población legal corresponde a la población sin duplicidades (Fuente: INSEE [Consultar]) |    |    |    |    |     |